# Федор Янушкевич
Федір Янушкевич, рідше Федько Янушевич гербу Любич (пол. Fedko Januszkiewicz; нар. бл. 1460 — пом. 1508) — писар господарський, намісник жижморський (1495–1500), скерстомонський (1501–1505), володимирський (1503—1505), маршалок Волинської землі й староста луцький (1505–1507). Син Янушка, писаря (1455-64, 1482-95), тобто «Янушкевич» спочатку було патронімом (по-батькові), перед тим як стати родовим прізвищем. Родовий герб Любич (герб).

## Біографія
Почав кар'єру в часи короля Александра Ягеллончика. В 1496 р. король підтвердив йому привілей на володіння Колодзеж (поблизу м. Монькі, Вечин поблизу м. Плєшев, Пальча поблизу м. Суха-Бескидзька, який був наданий його батькові (придане від дружини). Наступний король Сигізмунд I Старий у 1507 р. підтвердив, що відібрати володіння можливо лише за умови відповідної винагороди і що за Александра Ягеллончика
він тримав староство скірснемонське і володимирське в 1000 черв. злотих, потім віддав і отримав
староство луцьке і маршалковство землі волинської. () Маршалок волинський (marszałek wołyński) вважався найбільш впливовим серед маршалків господарських після найвищої посади — Маршалка великого литовського, його замісника (Маршалок надвірний литовський), і канцлера, й лише він отримав таку специфічну назву посади.
Коли князь Острозький Костянтин Іванович повернувся із московської неволі, Сигізмунд I Старий передав йому володіння Федора. Взамін він отримав замок володимирський (). Після смерті Янушкевича король дозволив Сангушку (ймовірно, князь Михайло Сангушко; або Андрію, сину Олександра) викупити староство володимирське у вдови. 1508 р. король підтвердив запис Федора і його дружини Фенни на церкву св. Івана в Луцьку. Фенна — сестра підкоморія холмського Олехни Скорути — продала брату Мишово, яке залишив їй чоловік. На посаду луцького (див. Замок Любарта) старости (намісника) король призначив Володимирского намісника Федора Янушкевича не без протекції Гаштольда Альбрехта Мартиновича — канцлера ВКЛ — (1522–1539). Пост Володимирського намісника після призначення Янушевича в Луцьк одержав від короля Александра в 1505 г. князь Василь Андрійович Полубинський. Коли повернувся Острозький, руйнуючи всю хитро вибудовану А.Гаштольдом піраміду (які будувались в майстерній політичній грі), Федор (Хведір, Федько) Янушкевич змушений повернути Острозькому посаду луцького старости (осінь 1507 р.), а Полубинський посаду володимирського намісника Янушкевичу.
Король Олександр Ягеллончик був високоосвіченою людиною, пошановувачем наук і мистецтв, оточив себе освіченими і талановитими помічниками: Ян Ласький  (майбутній знаменитий канцлер і гуманіст), Войцех із Брудзева (учитель Міколая Коперника), Еразм Теледо (заступник Миколи Гусовського), Якуб з Вільно, вихідці з Берестейщини Іван Сапіга, Федько Янушкевич, Лев Боговитинович, Іван Микитинич і ін.(«Руська ідея у Великому князівстві Литовському» за статтею Олександра Ільїна, в журналі «Гістарычная брама»)